# Кухдоман (район Рудаки)
Кухдоман (тадж. Кӯҳдоман; до 2008 года — Чегам) — село в районе Рудаки Республики Таджикистан. Входит в состав джамоата (сельской общины) Султонобод.
Находится на расстоянии 7 км от районного центра (пгт. Сомониён) и 35 км от центра джамоата (село Султонобод).
Население — 115 чел. (2017).